# Привреда Уједињеног Краљевства
До 18. века аграрно - рурална земља подељена на грофовије. Појавом парне машине пред крај 18. века у Уједињеном Краљевству се проводи Прва индустријаска револуција. Подижу се градови близу рудника железа и угља јер је транспорт сировина на веће удаљености био неисплатив. Будући да је било неизведиво превожење радника близу фабрика подижу се радничка насеља чиме започиње процес индустријске урбанизације. У том раздобљу настају бројни нови градови, а постојећи градови се проширују. Спајањем суседних градова настају конурбације којих у УК има седам: Велики Лондон, Бирмингем, Ливерпул, Манчестер, Лидс и Бредфорд, Њукасл и Глазгов. Крајем 19. века изумом електричне енергије и Другом индустријском револуцијом индустријски погони су се могли слободније размештати у простору.
УК је колевка индустријске револуције због традиције мануфактуре, богатих налазишта сировина, поморске оријентације на колоније и техничких и технолошких иновација. Захваљујући индустријским производима и трговином по целом свету релативно мала острвска држава постаје најбогатија на свету. У 20. веку светски су ратови, економске кризе, распад колонијалног Царства и Успон Кине ,САД-а, Јапана и Немачке узроковали пад УК са самог економског врха али се још увек налази међу седам економски најзначајнијих земаља света као пета светска економија(чланица Г7).
У УК се само 1,9% становништва бави примарним делатностима, 23,4% секундарним и око 70% терцијарним. Око 70% пољопривредне производње отпада на сточарство, а превладавају поседи у власништву велепоседника (енгл. Landlords). Што су у доба индустријске револуције за УК значила налазишта угља и железа то су данас налазишта нафте и природнога гаса у Сјеверном мору. Док остале европске земље те основне сировине морају куповати УК их има и за свеје потребе и за извоз. Индустријска производња је високоразвијена, од традиционалних индустријских грана задржана је производња челика, а производе се транспортна средства, аутомобили, авиони, возови, електроника, фармацеутски производи, телекомуникациона опрема. Иако је инд. рев. почела текстилним погонима због конкурентских земаља са јевтинијом радном снагом производња одеће се ограничила на висококвалитетне и производе високе моде.